# Implicitte omkostninger
Implicitte omkostninger er inden for mikroøkonomi de omkostninger, som kapitalisten har der ikke antager form af pengeudlæg. For eksempel tabt rente af investeret kapital og egen løn.